# Museo Terra di Israele
Il Museo Terra di Israele (in ebraico מוזיאון ארץ ישראל‎?, Eretz Israel Museum), o Muza, è un centro museale con sede a Tel Aviv, in Israele.
Il Tell Qasile, uno scavo che ha rivelato 12 strati distinti di cultura autoctona, si trova entro il perimetro del museo stesso.

## Storia e caratteristiche
Il museo è stato istituito nel 1953 e dispone di un'ampia raccolta di reperti archeologici, antropologici e storici, organizzati in una serie di padiglioni espositivi su tutto il terreno circostante.
Ogni padiglione è dedicato a un diverso tema: vetro, ceramica, monete, rame e altro ancora. Il museo ha anche un planetario.
L'ala intitolata "L'uomo e il suo lavoro" espone caratteristiche dimostrazioni dal vivo di antichi metodi di tessitura, gioielli e produzione di ceramiche, macinazione del grano e cottura del pane.